# Ambipolare Diffusion
Unter ambipolarer Diffusion (von „ambipolar“: „beide Polaritäten betreffend“) versteht man die gekoppelte, gleichgerichtete Diffusion positiver und negativer Ladungsträger bei gleichgerichteten Konzentrationsgradienten. Sie ist ein Spezialfall der Diffusion in Gemischen freier bzw. quasifreier Teilchen mit elektrisch geladenen Komponenten und tritt insbesondere in Plasmen auf.
Zur Erläuterung des Vorganges reicht die Beschränkung auf ein stationäres Plasmamodell mit Elektronen {\displaystyle \textstyle e} und einfach positiv geladenen Ionen {\displaystyle \textstyle i} aus. Deren Konzentrationen sind dementsprechend {\displaystyle \textstyle n_{e}} bzw. {\displaystyle \textstyle n_{i}}.
Aufgrund der Quasineutralität sind diese annähernd gleich:
{\displaystyle n_{e}\approx n_{i}=n}.
Daraus folgt, dass auch für die Konzentrationsgradienten, die für jede Diffusion notwendige Voraussetzung sind, ebenfalls gilt:
{\displaystyle \nabla n_{e}\approx \nabla n_{i}=\nabla n}.
Folglich diffundieren Elektronen und Ionen in die gleiche Richtung. Allerdings neigen Elektronen aufgrund ihrer geringeren Masse und entsprechend höheren thermischen Geschwindigkeit zu vielfach schnellerem Konzentrationsausgleich als die Ionen, für die Diffusionskoeffizienten gilt also
{\displaystyle \textstyle D_{e}\gg \textstyle D_{i}}.
Dadurch treten Raumladungen auf und entsprechende elektrische Felder, die die Elektronen bremsen und die Ionen beschleunigen. Im Fließgleichgewicht diffundieren beide Spezies mit der gleichen Teilchenstromdichte,
{\displaystyle j_{re}=j_{ri}=j},
sodass netto keine Ladung transportiert wird.
Da auch die Konzentrationsgradienten gleich sind, existiert ein gemeinsamer Diffusionskoeffizient, der ambipolare Diffusionskoeffizient {\displaystyle \textstyle D_{a}}. Um diesen zu bestimmen, wird die Diffusion in nur eine Richtung betrachtet, beispielsweise bei einem Funken in radialer Richtung {\displaystyle r}:
{\displaystyle j_{re}=-D_{e}\cdot {\frac {\partial n_{e}}{\partial r}}-b_{e}\cdot n_{e}\cdot f(E)}
{\displaystyle j_{ri}=-D_{i}\cdot {\frac {\partial n_{i}}{\partial r}}+b_{i}\cdot n_{i}\cdot f(E)},
wobei {\displaystyle b_{e}>b_{i}} die Beweglichkeiten der Teilchen sind und {\displaystyle \textstyle f(E)} eine gemeinsame Funktion der elektrischen Feldstärke {\displaystyle \textstyle E}.
Mit Einsetzen der gemeinsamen Größen {\displaystyle j} und {\displaystyle n} und Eliminieren von {\displaystyle \textstyle f(E)} ergibt sich
{\displaystyle j=-{\frac {D_{i}\cdot b_{e}+D_{e}\cdot b_{i}}{b_{e}+b_{i}}}\cdot {\frac {\partial n}{\partial r}}}
und nach Koeffizientenvergleich mit einer allgemeinen Diffusionsgleichung der ambipolare Diffusionskoeffizient
{\displaystyle D_{a}={\frac {D_{i}\cdot b_{e}+D_{e}\cdot b_{i}}{b_{e}+b_{i}}}}.